# Нова Дубрава
Нова Дубра́ва (рос. Новая Дубрава) — селище у складі Каменського району Алтайського краю, Росія. Входить до складу Приміської сільської ради.

## Населення
Населення — 80 осіб (2010; 160 у 2002).
Національний склад (станом на 2002 рік):
- росіяни — 85 %